# Johann Dürrner
Johann Dürrner (Ansbach, Alemanya, 15 de juliol de 1810 - Edimburg, Escòcia, 10 de juny de 1859) fou un compositor alemany.
Frequentà l'Escola Normal d'Altdorf bei Nürnberg i es dedicà sota la direcció de Schneider, en Dessau, a la música; el 1831 aconseguí la plaça de cant en la seva població natal, però havent estudiat durant alguns anys, sota la direcció dels mestres Moritz Hauptmann i Mendelssohn, va ser director d'orquestra a Edimburg.
Alguns dels seus cants corals són molt apreciats. La col·lecció completa d'aquests la publicà R. Muller (Leipzig, 1890).